# Kłomnice
Kłomnice – wieś w Polsce położona w województwie śląskim, w powiecie częstochowskim, w gminie Kłomnice.
Leży na północny wschód od Częstochowy, przy drodze krajowej nr 91 Częstochowa – Piotrków Trybunalski.
W latach 1954–1972 wieś należała i była siedzibą władz gromady Kłomnice. W latach 1975–1998 miejscowość administracyjnie należała do województwa częstochowskiego.
Miejscowość jest siedzibą gminy Kłomnice.

## Części wsi
| SIMC    | Nazwa                | Rodzaj                          |
| ------- | -------------------- | ------------------------------- |
| 1001527 | Nalesie              | osada wsi (zniesiona w 2023 r.) |
| 0134284 | Pustkowie Kłomnickie | część wsi                       |

## Kultura
Od 1960 r. w Kłomnicach znajduje się Gminny Ośrodek Kultury, z którym związany jest zespół folklorystyczny „Klepisko” (założony w 1980). W 1994 powstał zespół taneczny „Kłomnickie Płomyczki”. Oba zespoły zdobywały nagrody w wojewódzkich i ogólnopolskich konkursach.

## Edukacja
W Kłomnicach działa: przedszkole i szkoła podstawowa.

## Przemysł
Przez wiele lat XX wieku działał młyn zbożowy (obecnie nieczynny), świadczący usługi głównie dla okolicznych rolników. W Kłomnicach znajdował się również oddział Herbapolu. Obecnie działa odlewnia stopów aluminium oraz tartak.
Ponadto w Kłomnicach działa Gminna Spółdzielnia „Samopomoc Chłopska” posiadająca na terenie gminy ponad dwadzieścia sklepów spożywczo-przemysłowych. Znajdują się też sklepy Biedronka, Dino i Wafelek.
Dodatkowo na terenie samej meiscowości Kłomnice znajdują się dwie stacje benzynowe - Orlen i Partner.

## Komunikacja
Kłomnice posiadają stację kolejową PKP, z której są bezpośrednie połączenia do Częstochowy, Radomska, Piotrkowa Trybunalskiego, Koluszek oraz Łodzi. Miejscowość Kłomnice ma również połączenia PKS z Częstochową, Radomskiem, Gidlami, Kruszyną, Rudnikami i Mykanowem. Do Kłomnic dojeżdża również prywatny przewoźnik łączący Kłomnice z Częstochową.

## Zabytki
Na terenie Kłomnic znajdują się dwa obiekty wpisane do rejestru zabytków Wojewódzkiego Oddziału Służby Ochrony Zabytków w Katowicach:
1. Zespół kościoła parafialnego pw. św. Marcina, do którego zaliczone są: kościół (murowany, 1789, przebudowany w 1918), dzwonnica (murowana z XVIII w.) oraz ogrodzenie z bramą (murowane, XVIII wiek). Obiekt ten jest najstarszym zabytkiem w gminie Kłomnice. Pierwotny kościół wybudowany był z drewna, sięgał swymi początkami połowy XIV w. ufundowany został przez rodzinę miejscowych dziedziców Kłomnickich. W 1521 został przebudowany. Dotrwał do początków XVIII w., kiedy ze starości uległ ruinie. W miejsce drewnianego kościoła powstał murowany, wybudowany w 1728 kosztem Joanny z Brzostowskich Leszczyńskiej, wojewodziny Kaliskiej i właścicielki miejscowych dóbr, ale spłonął w 1764. Na jego miejscu zbudowano tymczasową kaplicę. Obecny kościół był zbudowany w latach 1779–1789 z fundacji właściciela wsi Andrzeja Załuskiego, jego żony Marii i siostry Hilarii de Riviere. Budowa kościoła trwała ok. 10 lat. W 1790 roku poświęcono go, a rok później w 1791 r. biskup Michał Kościeszka-Kosmowski, opat w Trzemeszynie, konsekrował świątynię pw. św. Marcina. W 1918 r. ówczesny proboszcz ks. Roman Kossowski dobudował nowemu kościołowi prostokątne prezbiterium i dwie boczne kaplice. W 1939 r. w czasie II wojny światowej kościół został zniszczony. Po wojnie, w 1946 roku, przystąpiono do jego naprawy.
2. Cmentarz grzebalny – według rejestru zabytków cmentarz grzebalny został założony w XIX w. W tym samym wieku został ogrodzony murem ceglanym. Na murowanych słupach cmentarza umieszczone były charakterystyczne daszki z piaskowca, ufundowane prawdopodobnie przez barona Leopolda Kronenberga, bogatego przemysłowca pochodzenia żydowskiego, bankiera oraz udziałowca kolei Warszawsko-Wiedeńskiej. Śladem tej fundacji są umieszczone na żelaznej bramie cmentarza inicjały LK. Nad nimi widnieje korona symbolizująca tytuł baronowski. Możliwe jest również, że cmentarz został założony wraz z budową istniejącego do dziś kościoła pw. św. Marcina w 1791. Na cmentarzu grzebalnym w Kłomnicach można spotkać się z wieloma starymi zabytkowymi grobami i grobowcami, do takich należą m.in.:
  - Grobowiec księdza kanonika Józefa Gabriela Brzezińskiego, zmarłego w 1855. Umiejscowiony jest w najstarszej, zachodniej części cmentarza. Nagrobek wykonany jest z piaskowca, w chwili obecnej jest zaniedbany i porośnięty mchem.
  - Grób księdza Ignacego Strączyńskiego, zmarłego w 1901, proboszcza kłomnickiej parafii. Wykonany z piaskowca, ufundowany przez robotników z plantu kolejowego w 1909 r.
  - Grób familijny Chrzanowskich, pochodzący z końca XIX w. Pochowani w nim są właściciele zabytkowego majątku w Rzekach Wielkich.Grób familijny Chrzanowskich

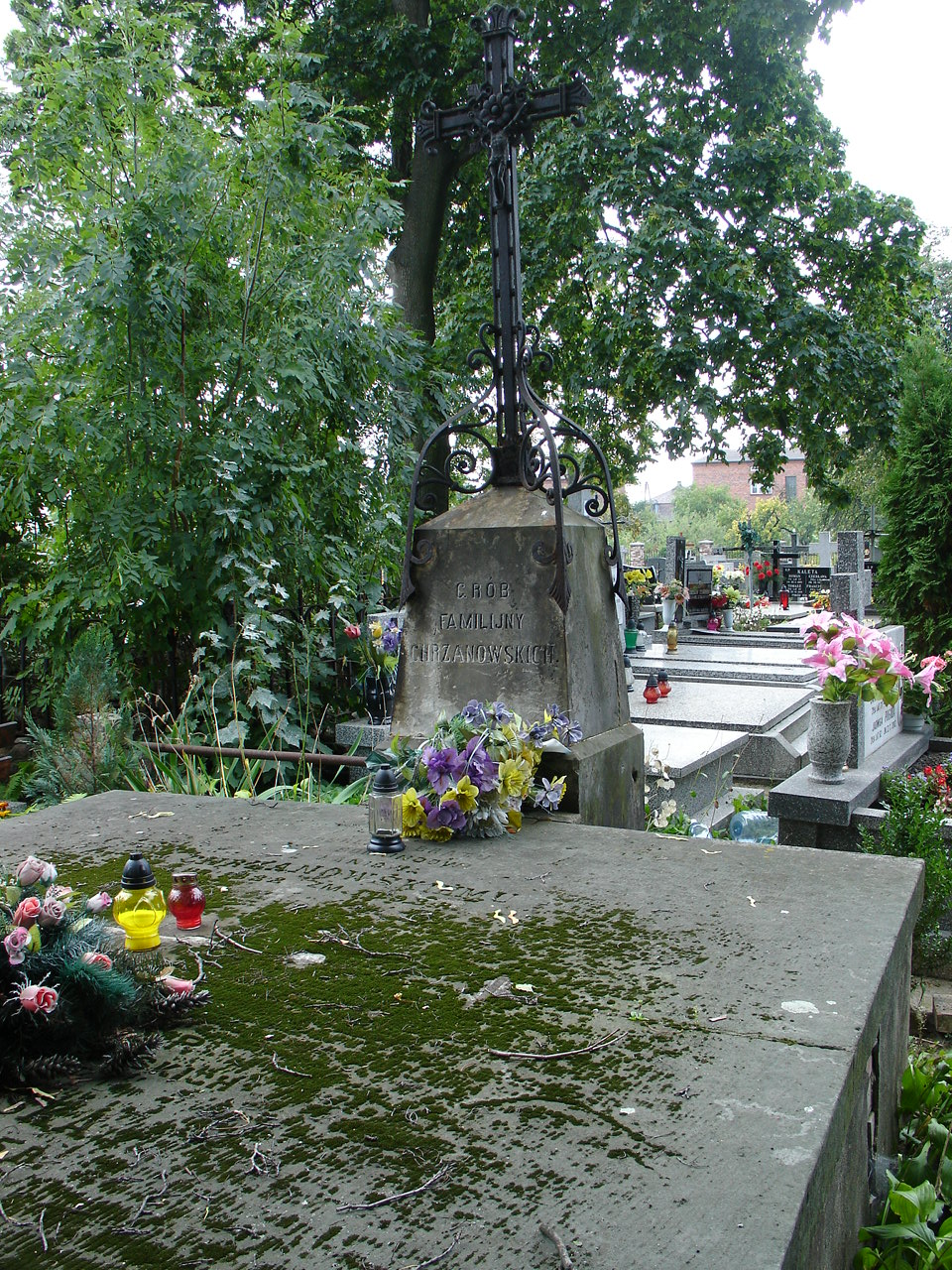
Grób familijny Chrzanowskich

  - Grób Policzkiewicza – zmarłego w 1900. Policzkiewicz był właścicielem niewielkiego majątku w Konarach.
  - Grobowiec rodziny Moraczewskich. Byli oni właścicielami dóbr w Garnku.
  - Grób Stanisława i Juliany Ziółkowskich – właścicieli majątku w Lipiczach.

Na cmentarzu znajduje się także wspólny grób zamordowanych przez hitlerowców działaczy Armii Krajowej: Kwiryna Ślaskiego i Juliana Świątka.

## Urodzeni w Kłomnicach
- Janusz Aleksander Daab – polski lekarz ortopeda.